# 副大統領
副大統領（ふくだいとうりょう）は、大統領の次席たる官職。

## 概要
大統領制の国で設けられていることが多いが、その役割は大きく異なる。
大統領が執務不能になった場合、副大統領が大統領に昇格したり、大統領権限が一時的に委譲されることが多い。
多くの国では、副大統領の定員は1名だが、複数のこともある。イランでは12人が同時に在職する。
フランスは大統領制だが副大統領を置いていない。大統領が欠けたときは、元老院議長が臨時に大統領の職務を遂行する。
アジアの社会主義国における副主席や、中華民国の副総統、韓国の副統領は、副大統領に相当する職であり、他国では副大統領と同じ訳語が当てられる。

## 選任の類型
副大統領の選任方法は、国によって異なる。選挙で選出する国もあれば、特定の集団に職席を割り当てることで国内の政治情勢に配慮する国もある。
- 現代のアメリカでは、大統領候補は副大統領候補でペアで立候補する（チケット方式）
- 現代のフィリピンでは、国民の直接選挙で大統領とは別個に選出する。
- 現代のイランでは、大統領が副大統領を指名する。ときには自身の対抗者などを選び、敵対勢力の懐柔や利害関係の調整を図る。
- ブルンジでは国を構成する民族毎に副大統領を充てる。状況によっては複数の副大統領職が設けられる。
- 現在の大韓民国やベラルーシでは副大統領職は無いが、首相（国務総理）が副大統領に近い職責を担っている。

## 職責・役割の類型
チケット方式の選挙で選出された副大統領は、大統領と同等の得票で選出されたと考えられるため、万が一大統領を欠いた場合は自動的に大統領に昇格し、残存の任期が満了するまでこれを務めあげる場合が多い。
大統領に指名されて選任される副大統領には、このような国民の支持が付託されていないため、万一大統領を欠いた場合でもその権限のすべてが副大統領に継承されるとは限らず、大統領代行や大統領臨時代理として次の大統領が選出されるまでの期間を中継ぎする場合が多い。
常時においても、副大統領が首相や閣僚の一人として閣議に出席する場合もあれば、明確な服務規程がなく「スペア」である以外にはこれといった職責もない極めて閑職の場合もある。アメリカの副大統領は伝統的に後者の例にあたっていたが、第二次世界大戦から近年にかけての副大統領職には、肥大化した行政を担う大統領府の職責を分掌するケースが目立ってきている。
国内の民族融和に用いられることもある。ブルンジでは政務担当と経済担当の副大統領職がそれぞれ設けられているが、フツ族とツチ族でポストを分け合うこととなっている。キプロスでは少数民族のトルコ系を副大統領とすることが憲法に規定されているが、キプロス紛争以降空席となっている。

## 現在の主な副大統領一覧
| 名                                               | 国               | 齢   | 就任           | 政党                 | 他の役職         |
| ------------------------------------------------ | ---------------- | ---- | -------------- | -------------------- | ---------------- |
| メフリバン・アリエヴァ                           | アゼルバイジャン | 60歳 | 2017年2月21日  | 新アゼルバイジャン党 | なし             |
| ビクトリア・ビヤルエル                           | アルゼンチン     | 49歳 | 2023年12月10日 | リバタリアン党       | 上院議長         |
| ムハンマド・ビン・ラーシド・アール・マクトゥーム | UAE              | 75歳 | 2006年1月5日   | マクトゥーム家       | 閣僚評議会議長   |
| ジェヴデト・ユルマズ                             | トルコ           | 57歳 | 2023年6月4日   | 公正発展党           | なし             |
| サラ・ドゥテルテ                                 | フィリピン       | 46歳 | 2022年6月30日  | PFPフィリピン連邦党  | 教育長官         |
| ジェラルド・アルキミン                           | ブラジル         | 72歳 | 2023年1月1日   | ブラジル社会党       | 開発産業貿易大臣 |
| リエック・マチャル                               | 南スーダン       | 73歳 | 2020年2月22日  | スーダン人民解放軍   | なし             |
| J・D・ヴァンス                                   | アメリカ         | 40歳 | 2025年1月20日  | 共和党               | 上院議長         |

## 現在の社会主義国の国家副元首一覧
| 名                           | 国       | 齢   | 就任          | 政党             | 他の役職                       |
| ---------------------------- | -------- | ---- | ------------- | ---------------- | ------------------------------ |
| 韓正                         | 中国     | 70歳 | 2023年3月10日 | 中国共産党       | 元中国共産党中央政治局常務委員 |
| パニー・ヤートートゥー       | ラオス   | 74歳 | 2021年3月22日 | ラオス人民革命党 | ラオス人民革命党政治局員       |
| ヴォー・ティ・アイン・スアン | ベトナム | 55歳 | 2021年4月6日  | ベトナム共産党   | ベトナム共産党政治局員         |